# Jupp Schmitz

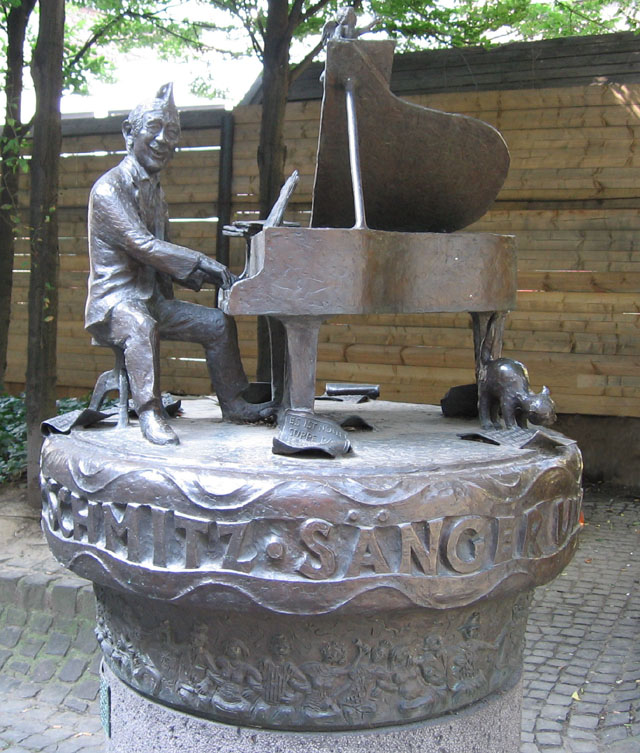
Das von dem Künstler Olaf Höhnen gestaltete Denkmal auf dem Jupp-Schmitz-Plätzchen an der Salomonsgasse in der Kölner Altstadt.

Jupp Schmitz (* 15. Februar 1901 in Köln; † 26. März 1991 ebenda) war ein deutscher Komponist, Unterhaltungskünstler, Schlager- und Krätzchensänger. Zu seinen bekanntesten Liedern gehören Am Aschermittwoch ist alles vorbei, Wer soll das bezahlen? und Es ist noch Suppe da.

## Biografie
Jupp Schmitz besuchte sieben Jahre lang das Konservatorium in Köln und erhielt dort eine klassische Ausbildung als Pianist. Danach arbeitete er zeitweilig als Klavierspieler in Stummfilm-Kinos, leitete ein eigenes Orchester und trat vor dem Zweiten Weltkrieg in Hotels auf.
Zusammen mit dem später erfolgreichen Musikproduzenten Kurt Feltz verfasste er 1935 den Tango Gib acht auf Dein Herz, Margarethe, den zunächst Rudi Schuricke sang und von dem auch eine Coverversion der Vier Belcantos und eine Parodie der Vier Botze entstand. Es war eine seiner ersten Kompositionen.

Jupp Schmitz – In einer Nacht

Als die Alliierten 1949 wieder Veranstaltungen und Umzüge genehmigten, kam Schmitz zum Karneval. Gleich sein erstes, am 21. Oktober 1949 aufgenommenes Karnevalslied Wer soll das bezahlen, war eine Anspielung auf die durch die Währungsreform ausgelösten Preissteigerungen und wurde auf Anhieb einer der meistgesungenen Schlager jener Jahre. Daran konnte auch der Plagiatsvorwurf des Hofbräuhaus-Lied-Komponisten Wilhelm „Wiga“ Gabriel nichts ändern, der in Schmitz’ Erfolgstitel sein 1936 entstandenes Soldatenlied Sie hieß Marie, und treu war sie wiederzuerkennen glaubte. Schmitz konnte das Landgericht Köln davon überzeugen, dass beide Melodien auf eine alte Volksweise zurückgehen, so dass Gabriel den Prozess verlor und die beträchtlichen Prozesskosten zu tragen hatte.
In der Folgezeit schrieb Schmitz, unterstützt von seiner Ehefrau Bärbel, die eine Ausbildung als Sängerin hatte, noch viele weitere Schlager und Karnevalslieder wie Em Winter, doh schneit et, em Winter es et kalt. (Im Winter, da schneit es, im Winter ist es kalt), Es ist noch Suppe da und Am Aschermittwoch ist alles vorbei. Wegen seines markanten Oberlippenbartes wurde er von den Kölnern liebevoll „Schnäuzer“ genannt.

### Der Hirtenknabe von St. Kathrein
Als Schmitz am 22. Januar 1964 während der Kölner Prinzenproklamation sein Lied Der Hirtenknabe von St. Kathrein zum ersten Mal auf einer Karnevalssitzung am Klavier sitzend darbot, wurde er ausgepfiffen. Das Publikum nahm ihm übel, dass er nicht wie gewohnt im korrekten Anzug erschienen war, sondern – auf Anweisung des Regisseurs – sich als Hirtenknabe mit Kniebundhosen und Gamsbart am Hütchen kostümiert hatte. Schmitz wiederum war erbost: „Wenn es der Bestie Volk nicht gefällt, pfeifen sie einen von der Bühne herunter – hann ich dat noch nüdig?“
Schmitz konterte später mit einer umgedichteten Version des umstrittenen Liedes („Parodie auf die Parodie“), die er diesmal im Anzug präsentierte und ihn mit dem Publikum versöhnte:
„Der Hirtenknabe von Sankt Kathrein,

der denkt noch heute an Köln am Rhein.

Er sang seine Lieder,

da pfiffen die Brüder,

drum singt er nur noch in Sankt Kathrein.“

## Tod und Andenken

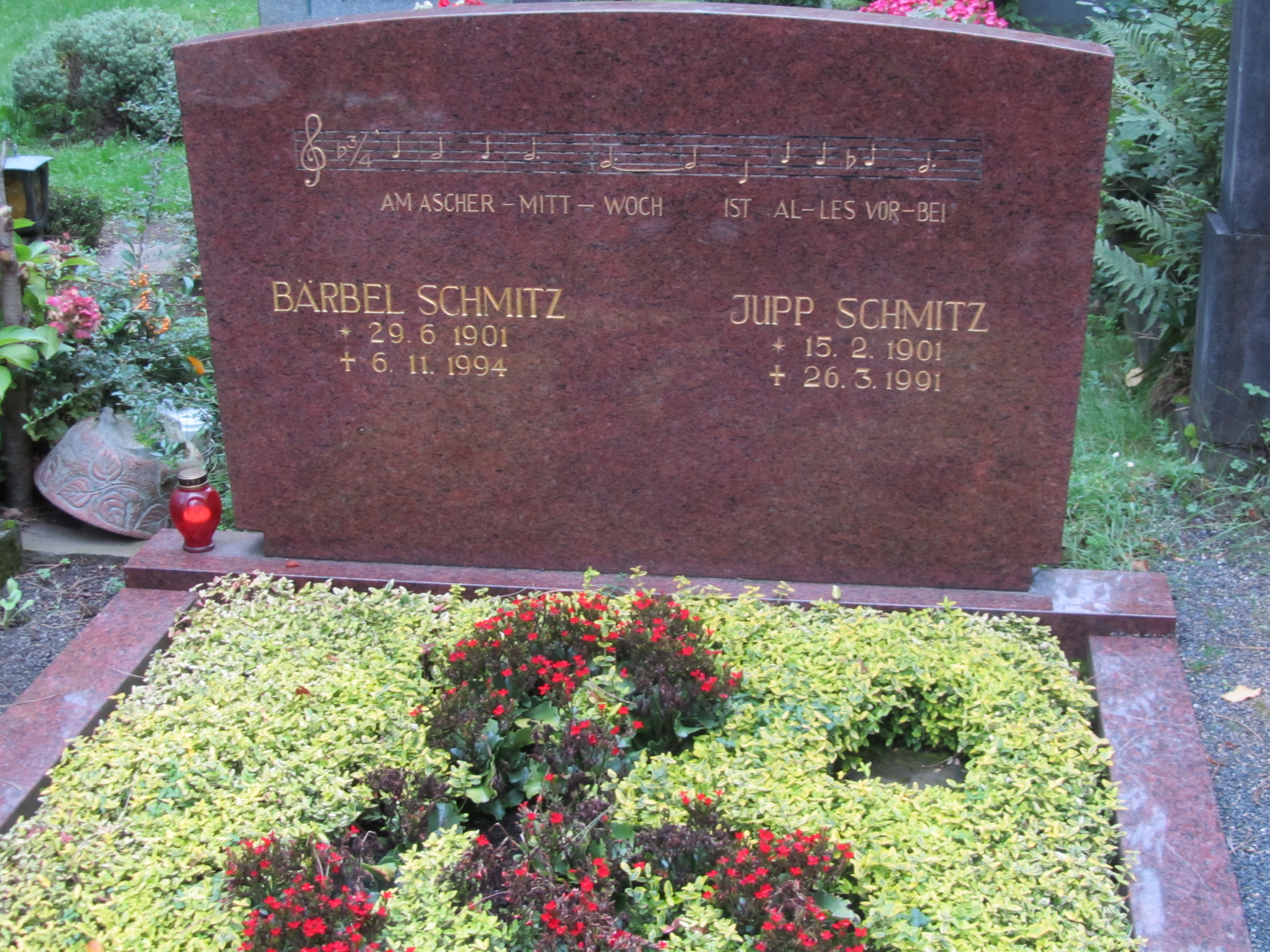
Grab von Jupp Schmitz auf dem Melaten-Friedhof

Eine seiner letzten Aufnahmen ist die WDR-Aufzeichnung aus dem Kölner Senftöpfchen vom 12. Februar 1991 anlässlich seines 90. Geburtstages. Jupp Schmitz starb am 26. März 1991. Auf seinem Grabstein auf dem Melaten-Friedhof ist der Titel seines Liedes Am Aschermittwoch ist alles vorbei eingraviert. Im Mai 2020 wurde bekannt, dass die Grabstelle abgelaufen ist und zur Räumung ansteht, weil sie seitens der Stadt Köln nicht zum Ehrengrab umgewidmet wurde. Nach Aussage des Leiters des Grünflächenamtes Manfred Kaune wurde das Nutzungsrecht aber verlängert.
1994 wurde auf Betreiben des ehemaligen Festkomiteepräsidenten Ferdi Leisten ein vom Bildhauer Olaf Höhnen geschaffenes Denkmal enthüllt, das Schmitz am Klavier sitzend darstellt. Der kleine Platz an der Salomonsgasse in der Kölner Altstadt, auf dem das Denkmal steht, wurde bald darauf Jupp-Schmitz-Plätzchen getauft. Schmitz wurde mit der Willi-Ostermann-Medaille geehrt.

## Filme
Im Film Die fidele Tankstelle, der am 4. Dezember 1950 Premiere hatte, spielte Schmitz eine kleine Rolle, und für den Film Des Teufels Erbe („The Devil Makes Three“; 19. September 1952) wurde sein Stimmungslied Wer soll das bezahlen mit Text von Walter Stein, englischer Text von Richard Goldstone, übernommen.

## Werke (Auswahl)

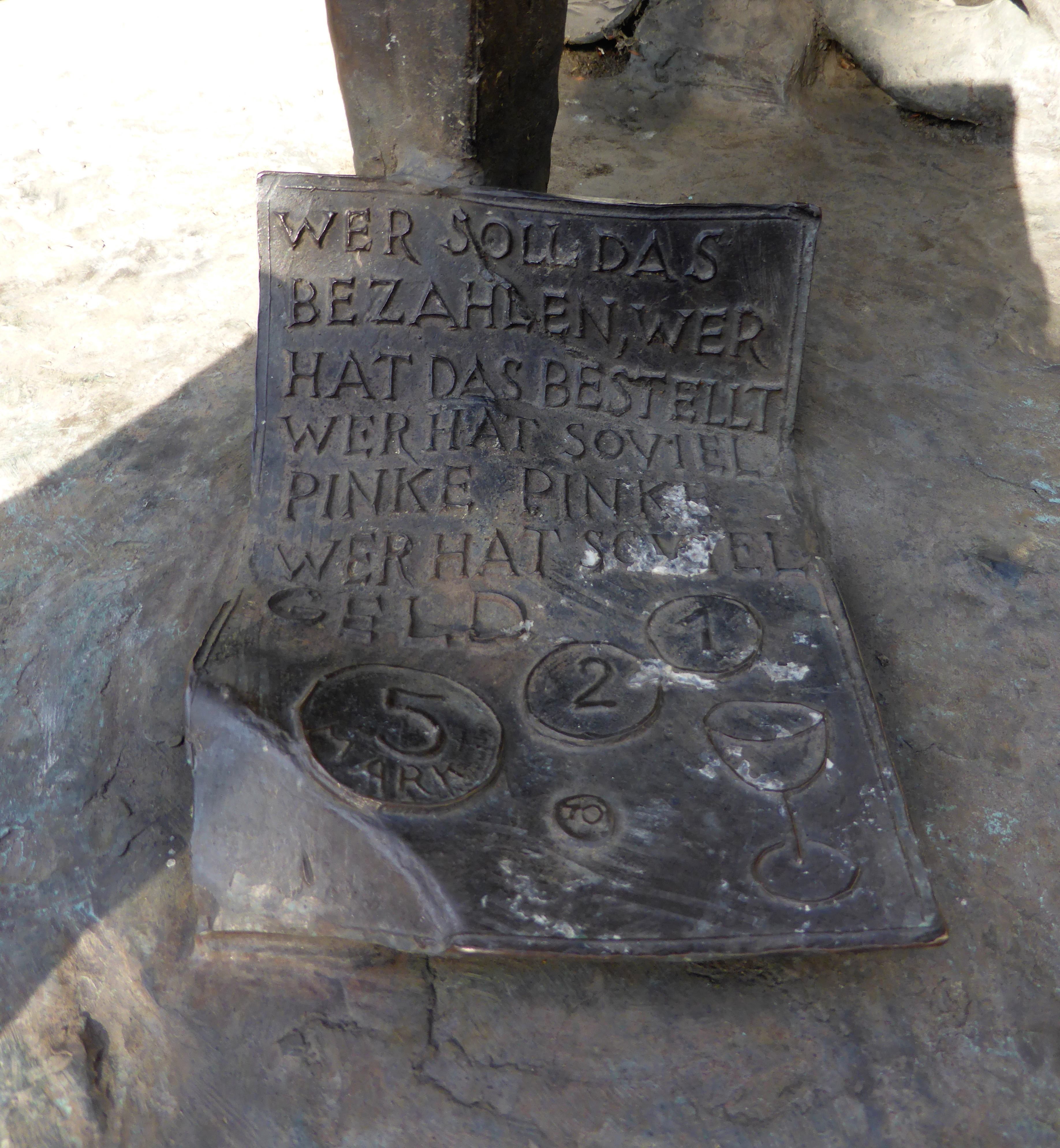
Wer soll das bezahlen...

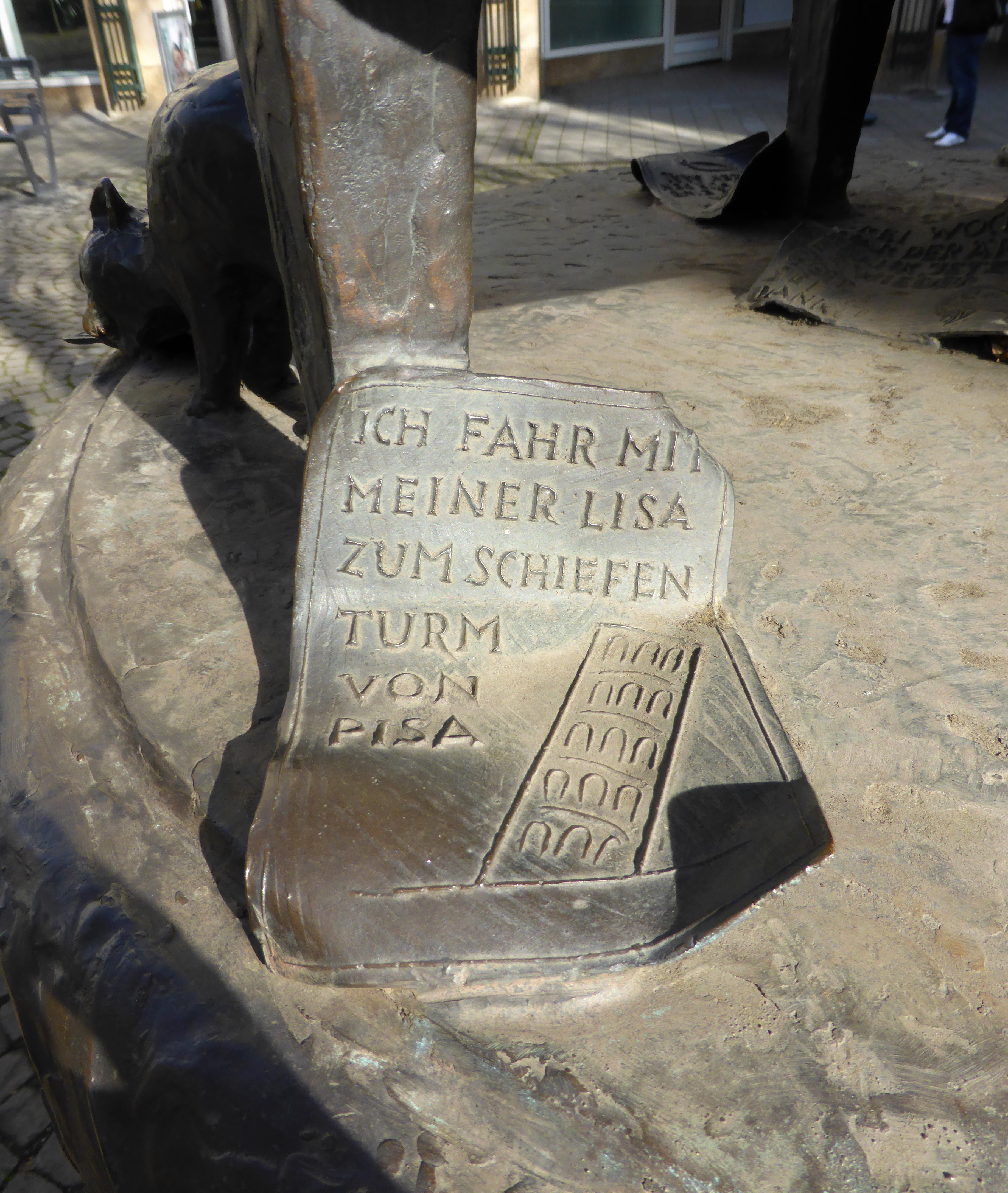
Ich fahr mit meiner Lisa...

- Et es an einem Stöck am rähne (1938)
- Es sind viele Jahre vergangen (1940)
- Ming herrlich Kölle (1947)
- Ich fahr mit meiner Lisa (1947)
- Ist meine Frau nicht fabelhaft (1948)
- Wer soll das bezahlen (1949)
- Ölldi sölldi sippdisa (1949)
- Ich fahr' mit meiner Lisa (1949)
- Wir kommen alle in den Himmel (1952)
- Am Aschermittwoch ist alles vorbei (1953)
- Es war im Zillertal (1955)
- In einer Nacht / Wie kann die Polizei (1956)
- Wo der Wildbach rauscht (1956)
- Im Winter da schneit et (Dezember 1957)
- Das ist so wunderbar / Es war im Zillertal (1959)
- Der Hirtenknabe von St. Kathrein (1962)
- Spass an der Freud (1962)
- Das kommt überhaupt nicht in Frage (1965)
- Es ist noch Suppe da (1968)
- Der alte Bahnhofsvorstand (1969)
- De Schwemmbotz (1971)
- Wer weiß, was morgen noch alles uns blüht (1974)
- Ich sehe Sterne (1979)
- Zwei Linse op en Brett genählt (1979)
- Der Busfahrer Klaus
- Wer am längste lääv, der kritt de schilderjass
- Die Hits von Jupp Schmitz (2014)